# Метод психологических доминант Неда Херрманна
Метод психологических доминант Неда Херрманна (Инструмент доминантности Неда Херрманна) (англ. Herrmann Brain Dominance Instrument, HBDI) — система для измерения и описания предпочтений в мышлении.
Нед Херрманн предложил доступное объяснение того, почему предпочтительно выбирать определённый стиль коммуникации при общении с разными людьми. Херрманн разработал метод, делающий индивидуальные стили мышления наглядными и сравнимыми. Его работа основана на исследованиях творчества человека.
Нед Херрманн спроектировал «метафорическую модель мозга», которая классифицирует образцы мышления и поведение в квадранты A, B, C, D имеющие определённые признаки.
Задача, которую выполняет инструмент доминантности Херрманна — разработка рекомендаций для соответствующего способа обучения, развития потенциально успешной сферы деятельности и целенаправленного формирования компетенции. Модель Херрманна располагает широким потенциалом практического применения для мотивации, управления, и делегирования работы персоналу.

## История
В Корнельском Университете Херрманн изучал физику и музыку в классе 1943 года. После окончания учебы в 1970 году Херрманн стал лидером обучения руководителей в General Electric. Его основная ответственность заключалась в контроле за разработкой программ обучения. В частности, поддержания и повышения производительности и мотивации персонала.
Херрманн был первым, кто первым начал изучение мозга с точки зрения его применения в сфере бизнеса. Данная модель получила активное распространение в 1980-х годах. Модель активно используется и в наши дни в сфере развития персонала.

## Метафорическая модель мозга

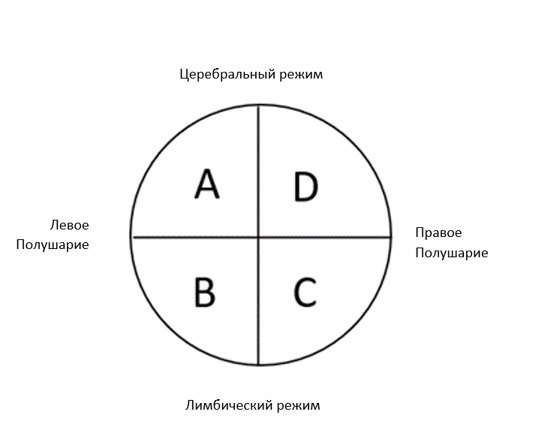
Модель Херрманна

В основе модели лежат данные исследователей мозга Роджера Сперри, Поля Маклина, Фредерика Вестерна и других. А именно функциональное разграничение левого и правого полушарий и разделение мозга на полушария, лимбическую систему и ствол. Медицинские исследования показывают, что оба полушария головного мозга, несмотря на их симметричное положение выполняют разные функции. Левое полушарие работает последовательно и отвечает за логическое и аналитическое мышление. Правое полушарие работает с картинками, образами и невербальными идеями и представляет собой интуитивную часть мозга.
Херрманн предлагает использовать деление на полушария как метафору принципа организации обработки информации. Он распределил мышление и поведение на четыре категории по двум осям. По одной располагаются правое и левое полушарие, по другой верхний и нижний отдел головного мозга. Четыре связанные группы специализированных ментальных процессов обработки информации, действующих связанно в соответствии с ситуацией, образуют единый механизм работы мозга, в котором доминируют одна или более части.
У каждого человека есть доминирующие модели мышления. Эти модели проявляются в том, как человек общается, учится, принимает решения и т. д. Доминирующие модели сформировались на основе врожденных способностей, образования, воспитания. Люди обычно предпочитают использовать разные комбинации из квадрантов, и только в редких случаях отдают предпочтение какому-то одному квадранту.
Нед Херрманн выделяет четыре типа мышления в своей модели :
- Квадрант A — логика, факты.
- Квадрант B — организация, детали, структура.
- Квадрант C — чувства и эмоции.
- Квадрант D — риск, интуиция, воображение.

|                        | Квадрант А                                                           | Квадрант В                                                     | Квадрант C                                           | Квадрант D                              |
| ---------------------- | -------------------------------------------------------------------- | -------------------------------------------------------------- | ---------------------------------------------------- | --------------------------------------- |
| Отличительные признаки | Аналитический Критичный Рациональный Логический                      | Пунктуальный Любитель порядка Структурированный Контролирующий | Эмоциональный Общительный Спонтанный Экстраверсивный | Интуитивный Креативный Авантюрист       |
| Навыки и умения        | Работает с формулами Вычисляет Анализирует Логически решает проблемы | Контролирует Организовывает Управляет                          | Взаимодействует с другими людьми                     | Создает концепции Импровизирует Рискует |

## Применение модели доминантности в коммуникации
Если рассматривать модель доминантности Херрманна с точки зрения применения в коммуникации, то между людьми, предпочитающими одинаковые квадранты и работающими в одной сфере, возникнет наиболее беспроблемная и эффективная коммуникация.
Коммуникация будет менее эффективной более сложной и между людьми, приоритеты которых находятся в совместимых квадрантах (A и B в левом полушарии и C и D в правом).
Следующий уровень успешной коммуникации представлен людьми с предпочтениями в комплиментарных квадрантах (A и D или B и C). Комплиментарные квадранты — это связанные между собой структуры мозга. При такой коммуникации возможны отношения, приводящие к творческим результатам.
Сложной коммуникация так же будет между людьми, которые предпочитают противоположные квадранты (B и D или A и C). Эффективная коммуникация невозможна при разном образе мыслей и разными рабочими требованиям.
В связи с этим, необходимо искать возможные способы общения с разными людьми для того, чтобы добиваться поставленной цели. Важная информация должна быть понята всеми участниками коммуникации, независимо от предпочитаемого ими квадранта. В этом помогает использование графиков, примеров, метафор, жизненных историй.

## Критика
Основополагающим фактором в теории Херрманна является теория латерализации функций головного мозга, которая связывает каждый из четырех стилей мышления с определенным участком в головном мозге. Например, квадрант А и квадрант В (аналитический и рациональные квадранты) связаны с левым полушарием, в то время как квадрант С и D (квадрант межличностных отношений и квадрант интуиции) связаны с правым полушарием. Нед Херрманн подчеркивал преобладание определенного стиля мышления с преобладанием одного из полушария мозга.
Идея доминирования одного из полушарий вызвала критику со стороны сообщества нейробиологов, особенно со стороны Теренса Хайнса, который, основываясь на неопубликованных данных ЭЭГ, называл теорию Херрманна «популярной психологией». Хайнс утверждал, что никаких доказательств обоснованности доминирования одного из полушарий предоставлено не было.